# Acid selenios
Acidul selenios este un acid anorganic cu formula chimică H2SeO3.